# Луций Марций Филипп (консул-суффект 38 года до н. э.)
Луций Марций Филипп (лат. Lucius Marcius Philippus; 80 год до н. э. — после 33 года до н. э.) — римский военачальник и политический деятель из плебейского рода Марциев, консул-суффект 38 года до н. э. Сводный брат Октавиана Августа.

## Происхождение
Луций Марций принадлежал к знатному плебейскому роду Марциев, представители которого начали занимать высшие должности сразу после допуска плебеев к консулату. Предком Марциев считался один из римских царей Анк Марций, внук Нумы Помпилия по материнской линии. Некоторые античные генеалоги пытались вести происхождение этого семейства от одного из сыновей Нумы и настаивали на его связи с богом войны Марсом.
Первым носителем когномена Филипп стал Квинт Марций, консул 281 года до н. э. Источники связывают происхождение этого когномена с именем царя Македонии (видимо, ошибочно). Луций Марций был сыном консула 56 года до н. э. того же имени и внуком консула 91 года, известного как враг Марка Ливия Друза.

## Биография
Рождение Луция Марция в историографии датируют приблизительно 80 годом до н. э. Имя его матери неизвестно. Его отец в 58 году до н. э. женился во второй раз на Атии, племяннице Гая Юлия Цезаря и вдове претория Гая Октавия, у которой от первого брака были две дочери и сын Гай, позже известный как Октавиан Август.
Свою карьеру Луций Марций начал, вероятно, в 56 году до н. э.: именно с ним отождествляют монетария этого года с тем же именем. Филипп отчеканил денарий, прославлявший род Марциев: на монете был изображён акведук, построенный в 144 году до н. э. Квинтом Марцием Рексом. Предполагается, что таким образом монетарий хотел приписать славу этого строительства, принадлежавшую представителю конкурирующей ветви семьи, легендарному предку Анку Марцию.
Когда началась открытая война между Помпеем и Цезарем, Филипп встал на сторону последнего. В 49 году до н. э., в первый год конфликта, он был народным трибуном. Когда настроенный в пользу Помпея сенат постановил направить Фавста Корнелия Суллу в Мавретанию, чтобы тот склонил местных царей Богуда и Бокха на сторону помпеянской партии, Луций Марций наложил на это постановление запрет, и миссия не состоялась. Позже Цезарь сделал Филиппа одним из преторов 44 года до н. э. В этом качестве уже после гибели Гая Юлия Луций выступил против перераспределения провинций, затеянного Марком Антонием, за что удостоился похвалы Цицерона.
В последующие годы Луций Марций оказался в окружении своего сводного брата Гая Юлия Цезаря Октавиана. В 38 году до н. э. он был консулом-суффектом вместе с Луцием Корнелием Лентулом, а в 34 или 33 году стал проконсулом Испании, по возвращении из которой отпраздновал триумф. Согласно Светонию, Филипп восстановил храм Геркулеса Мусагета в Риме.
Луций Марций был женат на Атии Младшей, сестре своей мачехи, и приходился, таким образом, свояком собственному отцу. Его дочь вышла за Павла Фабия Максима (консула 11 года до н. э.), а внучка — за Секста Аппулея (консула 14 года н. э.).